# Джорджес Тауншип (округ Фаєтт, Пенсільванія)
Джорджес Тауншип (англ. Georges Township) — селище (англ. township) в США, в окрузі Файєтт штату Пенсільванія. Населення — 6346 осіб (2020).

## Демографія
Згідно з переписом 2010 року, у селищі мешкало 6612 осіб у 2633 домогосподарствах у складі 1881 родини. Було 2813 помешкання
Расовий склад населення:
| - 98,2 % — білих - 0,8 % — чорних або афроамериканців - 0,1 % — корінних американців - 0,1 % — азіатів |

До двох чи більше рас належало 0,7 %. Частка іспаномовних становила 0,6 % від усіх жителів.
За віковим діапазоном населення розподілялося таким чином: 20,3 % — особи молодші 18 років, 64,0 % — особи у віці 18—64 років, 15,7 % — особи у віці 65 років та старші. Медіана віку мешканця становила 42,7 року. На 100 осіб жіночої статі у селищі припадало 96,4 чоловіків;  на 100 жінок у віці від 18 років та старших — 95,1 чоловіків також старших 18 років.
Середній дохід на одне домашнє господарство  становив 48 236 доларів США (медіана — 40 911), а середній дохід на одну сім'ю — 56 829 доларів (медіана — 47 383). Медіана доходів становила 45 128 доларів для чоловіків та 27 533 долари для жінок. За межею бідності перебувало 17,1 % осіб, у тому числі 19,9 % дітей у віці до 18 років та 4,5 % осіб у віці 65 років та старших.
Цивільне працевлаштоване населення становило 2507 осіб. Основні галузі зайнятості: освіта, охорона здоров'я та соціальна допомога — 25,4 %, виробництво — 12,2 %, роздрібна торгівля — 11,8 %.